# Abbazia di San Bertino
L'abbazia di San Bertino (in francese: abbaye Saint-Bertin) è stata un'antica abbazia benedettina, fondata nel VII secolo da Audomaro, vescovo di Thérouanne, a Saint-Omer in Francia.
Le rovine della chiesa, che si trovano nei pressi del fiume Aa, sono Monumento storico dal 1840.

## Storia

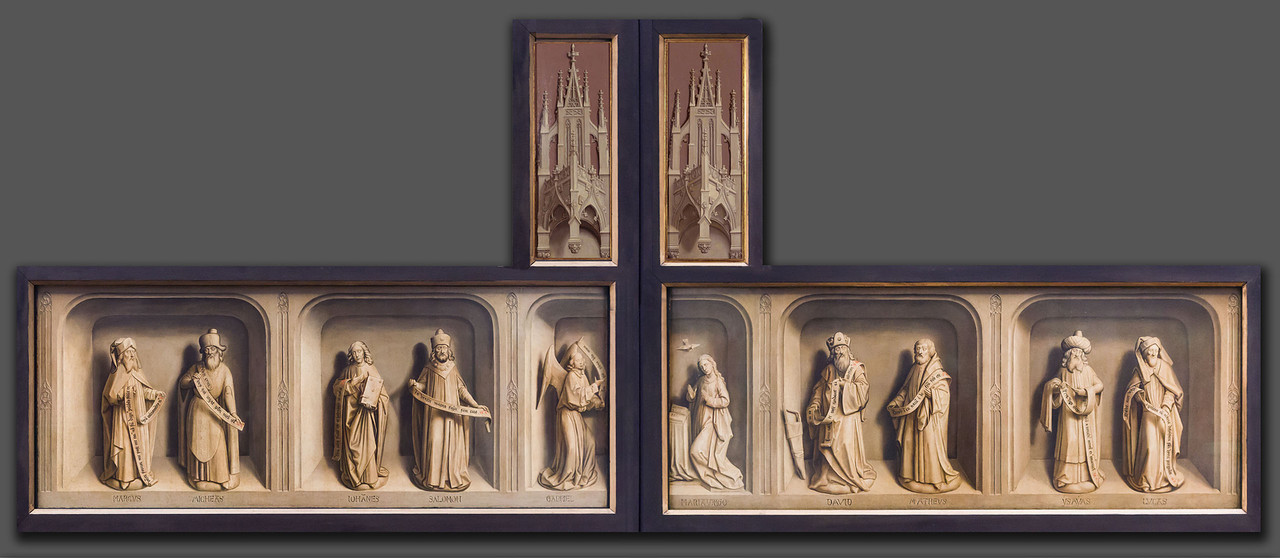
Ricostituzione dell'esterno della pala di Saint-Bertin.

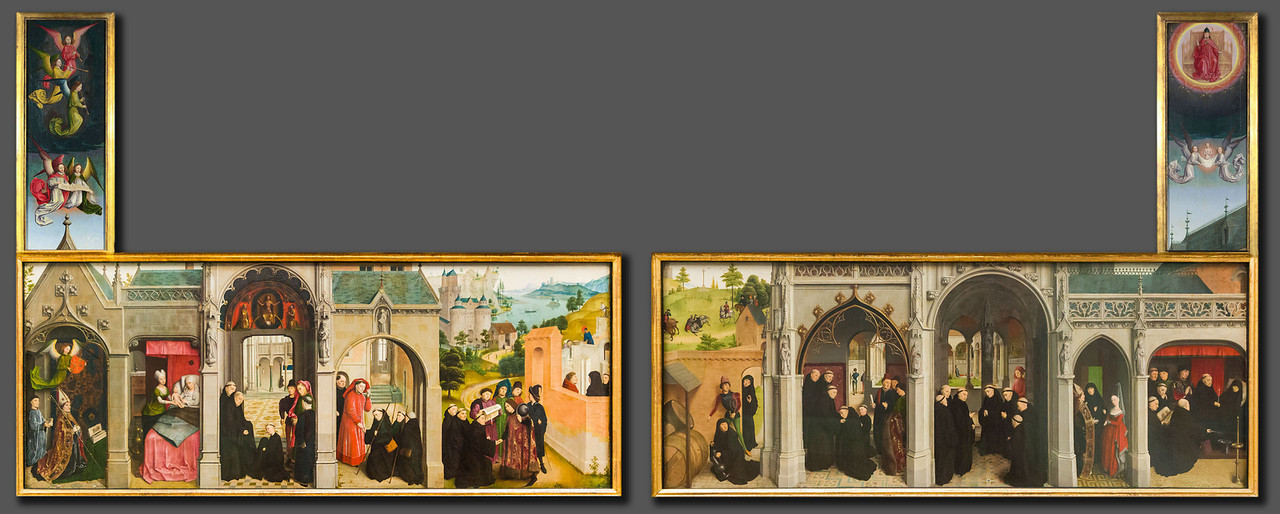
Ricostituzione dell'interno della pala d'altare di Saint-Bertin.

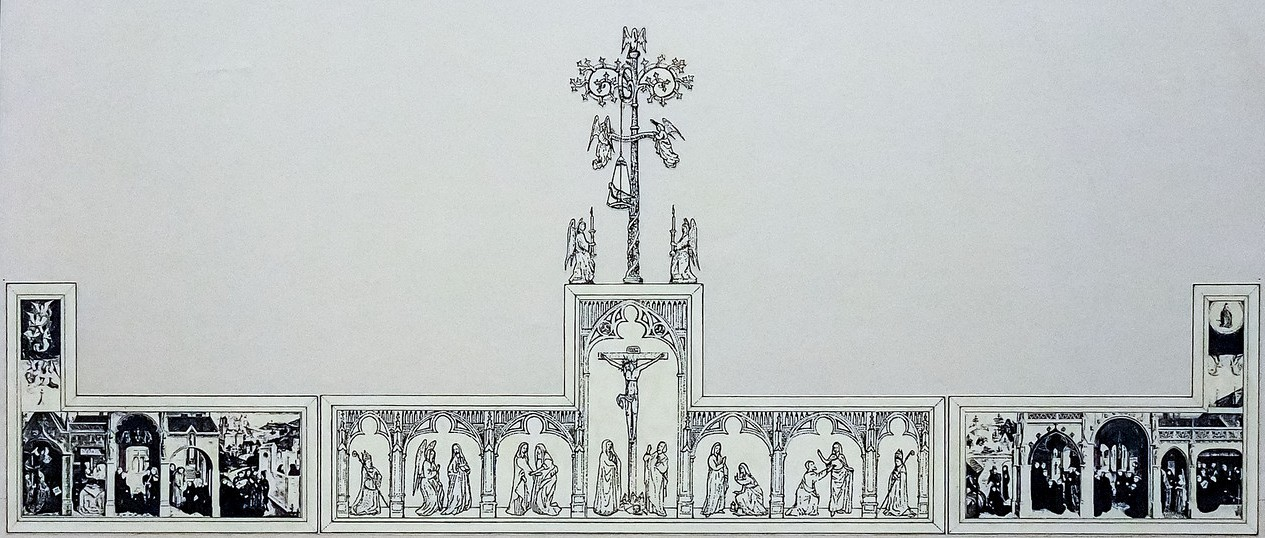
Ricostituzione della pala di Saint-Bertin.

L'abbazia di Sithiu fu fondata dal vescovo Audomaro con i monaci missionari Mommolino (Momelin), che ne diventò il primo abate, Bertino, che successivamente la diresse a lungo e le diede il proprio nome, ed Ebertanno (Ebertram), al fine di evangelizzare la regione. Nei secoli divenne una delle più influenti del Nordeuropa. Nel suo scriptorium furono esemplate due copie del codice degli Aratea di Leida.
Nell'XI secolo vi venne edificata una chiesa romanica di cui restano solo alcuni capitelli e un mosaico conservati nel musée de l'hôtel Sandelin a Saint-Omer. Le attuali rovine sono di una chiesa gotica iniziata nel XIV secolo: questo edificio aveva una altezza di 25 m ed una torre campanaria di 48 m circa l'intera costruzione venne terminata nel XVI secolo. Nel 1830 vennero abbattute le rovine di buona parte del monastero conservandone solo la torre, che in parte cadde nel 1947, dopo i danni subiti durante la seconda guerra mondiale.
Nell'abbazia iniziò la sua attività di agiografo, nell'XI secolo, il monaco benedettino Gozzelino di San Bertino.

## Elenco degli abati
- 638-659: San Mommolino di Noyon
- 659-700: San Bertino di Sithiu (morto nel 709)
- 700 - ? : Rigoberto
- Erlefred
- 712: Erkembald
- verso il 745 Waimar
- Nanthaire I
- Dadbert
- Hardrad
- 795-804 : Odland
- 804-820 : Nanthaire II
- 820-834 : Fridogise
- 834-844 : Ugo I;
- 844-859 : Adalardo, deposto;
- 859-881 : Ugo l'abate
- 861-864 : Adalardo reinsediato;
- 864-866 : Humfroi I
- 866-878 : Hilduin
- 878-883 : Folco il Venerabile, deposto;
- 884-892 : Rodolfo
- 893-900 : Folco il Venerabile, reinsediato
- 900-918 Baldovino II il Calvo, abate laico;
- 918-933 Adalolfo di Boulogne, abate laico;
- 933-958 Arnolfo I il Vecchio, abate laico;
- 958-962 Baldovino III il Giovane, abate laico;
- 965-987 Arnolfo II il Giovane, abate laico;
  - 944-947: San Gerardo
  - 947-950: Guido
  - 950-954: Ildebrando deposto;
  - 954-961: Ragenoldo
  - 961-962: Adolfo
  - 962-971: Ildebrando reinsediato;
  - 973-984: Gualtiero o Walter I
  - 985-986: Trutgaudo
- 986-1007: Odberto
- 1008-1021: Humfroi II
- 1021-1043: Roderico
- 1043-1065: Bovone
- 1065-1081: Heribert
- 1081-1095: Giovanni I
- 1095-1124: Lamberto
- 1124-1131: Giovanni II de Furnes
- 1131-1136: Simone I di Gand
- 1138-1163: Leone de Furnes
- 1163-1176: Godescal
- 1176-1186: Simone II
- 1186-1230: Giovanni III d'Ypres
- 1230-1237: Giacomo I de Furnes
- 1237-1249: Simone III di Gand
- 1249-1264: Gilberto
- 1265-1268: Giacomo II
- 1268-1271: Guglielmo d'Oye
- 1271-1278: Giovanni IV Dubois
- 1278-1294: Walter II Bloc
- 1294-1297: Eustachio Gomer
- 1297-1311: Gilles d'Oignies
- 1311-1334: Enrico di Coudescure
- 1334-1365: Aleaume Boistel
- 1365-1383: Giovanni V d'Ypres detto il Lungo
- 1383-1407: Giacomo III di Condète
- 1407-1420: Giovanni VI di Blicquère
- 1420-1425: Alard Trubert
- 1425-1447: Giovanni VII di Griboval
- 1447-1450: Giovanni VIII di Medon
- 1450/1451- 1473 : Guglielmo Fillastre 64º abate
- 1473-1492 : Giovanni IX Launay
- 1492-1493 : Giacomo IV Duval
- 1493-1531 : Antonio di Berghues
- 1531-1544 : Angelberto d'Espagne
- 1544-1571 : Gerardo d'Haméricourt
- 1571-1583 : Vacante
- 1583-1603 : Waast de Grenet
- 1604-1611 : Nicolas Mainfroy
- 1612-1623 : Guglielmo Loemel
- 1623-1631 : Filippo Gillocq
- 1631-1641 : Vacante
- 1641-1650 : Antonio Laurin
- 1650-1674 : Francesco de Lières
- 1674-1677 : Francesco Boucault
- 1677-1705 : Benedetto di Béthune des Plancques
- 1706-1723 : Mommelin Le Riche
- 1723-1723 : Guglielmo Dubois
- 1723-1744 : Benedetto Petit Pas
- 1744-1763 : Carlo di Gherboode d'Espaing
- 1764-1774 : Antoine Clériade de Choiseul-Beaupré, cardinale.
- 1774-1791 : Joscio d'Allesnes 83º e ultimo abate.